# Municipio de Lincoln (condado de Kearney)
El municipio de Lincoln (en inglés: Lincoln Township) es un municipio ubicado en el condado de Kearney en el estado estadounidense de Nebraska. En el año 2010 tenía una población de 1810 habitantes y una densidad poblacional de 19,37 personas por km².

## Geografía
El municipio de Lincoln se encuentra ubicado en las coordenadas 40°28′52″N 98°53′42″O / 40.48111, -98.89500. Según la Oficina del Censo de los Estados Unidos, el municipio tiene una superficie total de 93.42 km², de la cual 93,42 km² corresponden a tierra firme y (0 %) 0 km² es agua.

## Demografía
Según el censo de 2010, había 1810 personas residiendo en el municipio de Lincoln. La densidad de población era de 19,37 hab./km². De los 1810 habitantes, el municipio de Lincoln estaba compuesto por el 96,02 % blancos, el 0,22 % eran afroamericanos, el 0,28 % eran amerindios, el 0,22 % eran asiáticos, el 1,71 % eran de otras razas y el 1,55 % eran de una mezcla de razas. Del total de la población el 5,36 % eran hispanos o latinos de cualquier raza.